# Бонакольси, Ринальдо
Рина́льдо де́и Бонако́льси (итал. Rinaldo  dei Bonacolsi), по прозванию Пассери́но  (итал. Passerino), то есть «Воробей» (ум. 16 августа 1328, Мантуя, синьория Мантуя) — 4-й и последний капитан народа и фактический синьор Мантуи из дома Бонакольси. Считался одним из самых талантливых военачальников своего времени. При нём Мантуя была признана неприступным городом.

## Ранние годы
Время и место рождения Ринальдо неизвестно; известно, что на время смерти отца в 1288 году он был несовершеннолетним. Ринальдо был младшим сыном Джованни деи Бонакольси, по прозванию Гамбагросса, то есть «Большеногий» от неизвестной по имени представительницы дома Гонзага. По отцовской линии приходился внуком Пинамонте деи Бонакольси, первому капитану народа Мантуи из дома Бонакольси. Его отец, рыцарь Тевтонского ордена, в 1274—1288 годах был подестой Вероны. За это время им были приобретены значительные владения в Вилльимпенте, Полетто и Валларсе у Пьетро делла Скала, настоятеля аббатства Святого Зенона. Все они были поделены между Ринальдо и его братьями — Берардо, Гвидо Бочонком и Бонавентурой Жирным после смерти их отца в Вероне 8 апреля 1288 года.
Во время восстания в Мантуе 29 сентября 1291 года Ринальдо с братьями поддержал дядю Барделлоне в его решении свергнуть их деда. Барделлоне решился на отчаянный шаг из-за решения Пинамонте деи Бонакольси передать правление сыну Таджино. Во время правления дяди, Ринальдо упоминается в источниках только однажды, в числе изгнанных в начале 1299 года из Мантуи сторонников его старшего брата Гвидо. Он был принят в Вероне и смог вернуться обратно в Мантую 1 июля 1299 года, когда при поддержке веронцев во главе с Альберто I делла Скала его старший брат Гвидо отстранил их дядю от власти и стал новым мантуанским капитаном народа.

## Капитан народа
Указом Гвидо деи Бонакольси от 13 ноября 1308 года, который 18 ноября был подтверждён Генеральным советом Мантуи, Ринальдо был официально объявлен генеральным викарием и преемником старшего брата. После смерти Гвидо 24 января 1309 года он стал новым капитаном народа Мантуи. В том же году Ринальдо подтвердил союзнические договора с Вероной, Пармой, Моденой, Брешией и Пьяченцей. В июле 1310 года он принял в Мантуе посланников императора Генриха VII, прибывших в рамках подготовки визита самого императора в северо-итальянские феоды империи. Ринальдо был гибеллином не из идеологических, а из прагматических соображений. На стороне империи находились его главные союзники — правители Вероны из дома Скалигеров. 16 ноября 1310 года он направил к Генриху VII, прибывшему в итальянские владения империи, двух представителей Мантуи — Дзамбоно делла Тейгу и Маффео де Михаэлибуса, которые были приняты императором в Асти 2 декабря того же года. Исполняя поручение Ринальдо, они попросили Генриха VII утвердить за ним феод Кастель-д’Арио, который принадлежал Трентской епархии и почти полвека находился в аренде у дома Бонакольси. Представители Мантуи присутствовали на коронации императора в Милане 6 января 1311 года.
Перемирие, провозглашённое Генрихом VII в северо-итальянских феодах империи, было нарушено Ринальдо ещё в октябре 1310 года, когда он, вместе с веронским правителем Альбойно делла Скала, напал на коммуну Реджо. Поводом для начала войны послужило изгнание реджийцами представителей семьи Сессо и их сторонников. Ринальдо занял феоды Реджоло и Нови, после чего реджийцы во главе со своим епископом апеллировали к Генриху VII. 12 января 1310 года император приказал Ринальдо вернуть все территории, захваченные им у коммуны Реджо. Генрих VII, желая прекратить междоусобицы в итальянских феодах империи, стал назначать в них своих викариев, поручив им мирить враждующие стороны. В Мантую имперским викарием был назначен Лапо дельи Уберти, который прибыл в город 29 января 1311 года. Сразу после прибытия, он вернул в Мантую изгнанников — семьи Казалольдо, Рива, Гаффари и братьев Саррацено и Бертоне, сыновей Таджино деи Бонакольси, приходившихся кузенами Ринальдо. Вскоре Саррацено и Бертоне спровоцировали в Мантуе беспорядки, после которых они снова были изгнаны из города, а вместе с ними в конце марта 1311 года Мантую пришлось покинуть и имперскому викарию. 13 апреля того же года Ринальдо был провозглашён пожизненным подестой Мантуи. В мае — сентябре 1311 года он участвовал в осаде Брешии на стороне Генриха VII. Последний в том же году за 20 000 флоринов продал ему и его брату Бонавентуре Жирному должность имперского викария Мантуи. После смерти императора, который так и не дождался от Бонакольси всей суммы за инвеституру, 24 января 1313 года Генеральный совет Мантуи, по предложению Ринальдо, принял устав известный под названием «Статута Бонакольси» (лат. Statuta dominorum Raynaldi et Botironi fratrum de Bonacolsis — «Статут господ Ринальдо и Бутироне, братьев Бонакольси»), который представлял собой слегка изменённый и дополненный «Статут Гвидо», действовавший в Мантуе с 1299 года. Этот устав окончательно закрепил правление над Мантуей за домом Бонакольси.

## Правитель Мантуи и Модены
Летом 1312 года по приглашению моденцев, опасавшихся оккупации коммуны болонцами, Ринальдо был провозглашён постоянным капитаном народа и синьором Модены. Официально он вступил в эту должность 15 октября 1312 года, прибыв в Модену, и подтвердил свой статус, заплатив 50 000 скудо за это звание предыдущему имперскому викарию Модены Франческо I Пико делла Мирандоле. В том же году он заключил мир между Моденой и Реджо и в следующем году назначил Луиджи Гонзага подестой Реджо. Большую часть времени Ринальдо проводил в Модене, оставив наместником в Мантуе брата Бонавентуру Жирного. Позднее он поставил капитаном народа Модены своего сына Франческо, а постоянными викариями племянников Гвидотто и Пинамонте.
Ринальдо укрепил позиции Мантуи против Кремоны, традиционно поддерживавшей партию гвельфов. Несмотря на это, весной 1312 года император выдвинул против него обвинения в участии в заговоре с целью мятежа на стороне гвельфов. Подозрения усилились после того, как в сентябре того же года Ринальдо заключил мирный договор с коммуной Реджо и после его отказа отослать мантуанское ополчение в императорскую армию на территории Тосканы. 27 мая 1313 года началось судебное разбирательство против Ринальдо и Бонавентуры Жирного, которое было приостановлено после смерти императора.
Тем временем, 11 сентября 1314 года Ринальдо, бывший правителем Мантуи и Модены, заключил договор с гибеллинами — Кангранде делла Скала, правителем Вероны и Виченцы и Угуччоне делла Фаджуола, правителем Пизы и Лукки. 15 июля 1315 года в битве при Монтекатини они одержали победу над флорентийцами, и в том же году Ринальдо выступил против гвельфа Джиберто III да Корреджо, правителя Пармы и Кремоны. В октябре 1315—1316 года им и его союзниками были захвачены у противника значительные территории. После изгнания Джиберто да Корреджо 25 июля 1316 года в Парме новым капитаном народа был провозглашён ставленник гибеллинов Джерардо Буццалини, а весной 1317 года Мантуя снова пошла войной на Кремону. При поддержке Кангранде делла Скала в апреле 1318 года Ринальдо вернул кремонцев под власть гибеллинов, которые избрали своим подестой Понцио Понцони. Но уже в ноябре 1319 года коммуной снова управляли гвельфы под руководством Джакомо Кавалькабо и Джиберто III да Корреджо.
Желание продолжать экспансионистскую политику привело к тому, что все три правителя-гибеллина были отлучены от Церкви римским папой Иоанном XXII в начале 1318 года. В том же году власть в Модене захватил прежний подеста Франческо I Пико делла Мирандола, изгнавший из города ставленника Ринальдо. В ноябре — декабре 1319 года Франческо I Пико выступил против Манфреди Пио, который правил Карпи, опираясь на поддержку правителя Мантуи и Модены. Последний в 1321 году схватил Франческо I Пико вместе с его сыновьями. В декабре того же года Ринальдо захватил и разрушил Мирандолу. Весной 1322 года Франческо I Пико и его сыновья были убиты в замке Кастель-д’Арио под Мантуей.
В мае 1323 года в Мантую на переговоры с Ринальдо и Кангранде делла Скала прибыли послы итальянского и германского короля Людовика Баварского — Бертольд фон Марштеттен и Фридрих фон Трухендинген, которые призвали их оказать военную помощь Галеаццо I Висконти, защищавшему Милан от армии папского государства. В то же время, с целью помешать переговорам, в город прибыл папский легат, кардинал Бертран дю Пуже, который предложил правителям Мантуи и Вероны встать на сторону гвельфов. Получив отказ, он возобновил церковный процесс против Ринальдо, который завершился его отлучением от Церкви 30 января 1324 года. Ранее в Ферраре 28 июня 1323 года Ринальдо Бонакольси, Кангранде делла Скала и Обиццо III д’Эсте восстановили лигу гибеллинов, а 17 января 1324 года в замке Палаццоло, в присутствии имперских послов, прошло собрание глав самых влиятельных семей гибеллинов, на котором кроме Ринальдо Бонакольси, присутствовали Кангранде делла Скала, Галеаццо I Висконти, Каструччо Кастрачани и Ринальдо II д’Эсте.
В 1325 году Ринальдо отразил нападение на Модену со стороны Реджо и Болоньи, выступивших на стороне местных гвельфов. Попытка оказать военную помощь Аццоне Висконти в марте того же года оказалась провальной. В сентябре 1325 года Ринальдо заключил династический брак с Ализией д’Эсте, сестрой Обиццо и Ринальдо, после чего, вместе с Обиццо, напал на территорию Реджо и захватил несколько замков, включая Фьорано и Сассуоло. В ответ Болонья напала на территорию Модены. После длительной и безуспешной осады замка Монтевельо в ноябре 1325 года болонцы были разбиты в битве при Дзапполино. Но уже в 1326 году гвельфы при поддержке папской армии вернули себе Сассуоло и другие замки, захваченные ранее Ринальдо. В июле папская армия вторглась на территорию Модены. В сентябре — октябре Реджо и Парма оказались под властью гвельфов. В январе 1327 года на помощь гибеллинам пришёл будущий император Людовик IV, с которым Ринальдо встретился в Тренто, и после присутствовал на его коронации в Милане. Однако это не помогло ему удержать за собой Модену. В июле 1327 года власть в городе снова захватили гвельфы.

## Заговор и убийство

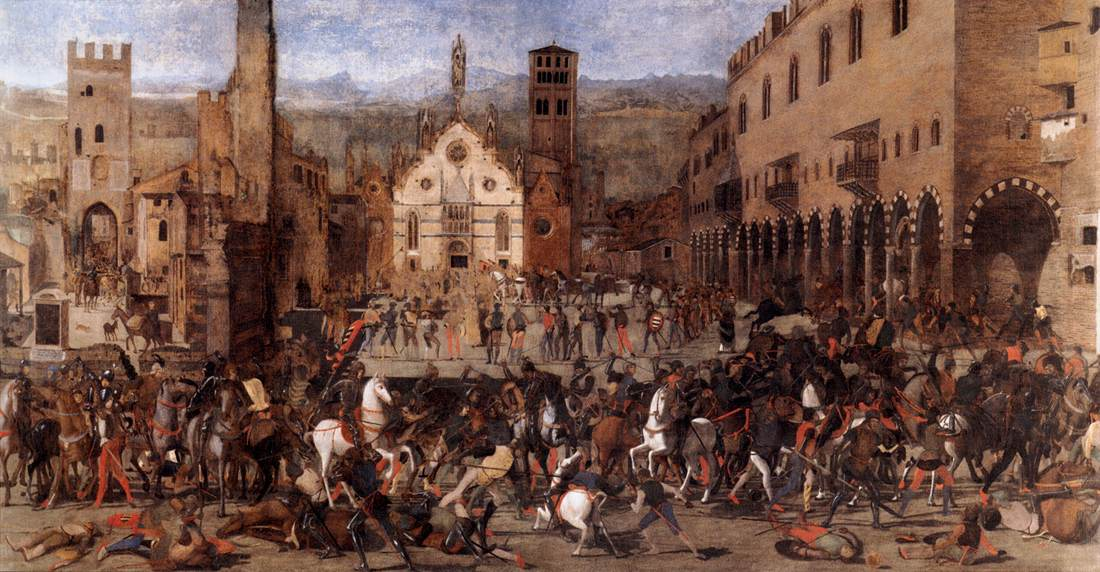
Свержение Бонакольси кисти Мороне (1494). Герцогский дворец, Мантуя

Тем временем, в Мантуе членами благородных семей готовился переворот, во главе которого встала семья Гонзага. Луиджи Гонзага, заручившись поддержкой веронцев во главе с Кангранде делла Скала положил конец почти двадцатилетнему правлению Ринальдо и всего дома Бонакольси в Мантуе. В ночь на 16 августа 1328 года он, вместе с сыновьями — Гвидо, Филиппо и Фельтрино, возглавив восемьсот пехотинцев и триста всадников, посланных ему Вероной, ворвался в город и стал призывать мантуанцев к восстанию. По преданию Ринальдо был тяжело ранен в драке с Альберто да Савиолой или Луиджи Гонзага. Верхом на коне пытаясь укрыться в своём дворце, он сильно стукнулся о косяк двери и тут же умер. Его сын Франческо и брат Бонавентура Жирный были схвачены и брошены в замок Кастель-д’Арио, где их уморили голодом. 26 августа Генеральный совет Мантуи избрал Луиджи Гонзага новым капитаном народа. Имперскую инвеституру, предоставившую ему полномочия имперского викария, он получил 29 апреля 1329 года от Кангранде делла Скала, вместе с владениями Ринальдо и Бонавентуры Жирного. Уничтожив правление влиятельного дома Бонакольси веронский правитель рассчитывал распространить своё влияние и на Мантую, чему помешала его смерть, случившаяся вскоре. Синьория оказалась под правлением дома Гонзага.

## История с мумией
По преданию, после того, как Луиджи Гонзага был избран новым народным капитаном Мантуи и праздновал это событие со своими соратниками, к нему подошла местная колдунья. Она сказала, что род Гонзага будет править Мантуей до тех пор, пока среди них будет хотя бы один представитель рода Бонакольси. Луиджи приказал мумифицировать тело Ринальдо деи Бонакольси. В 1626 году немецкий путешественник и натуралист Йозеф Фуртенбах видел эту мумию, хранившуюся в одном из залов Герцогского дворца в Мантуе. По преданию, последняя герцогиня Мантуи, Сюзанна Генриетта Лотарингская, приехавшая из французского королевства и ничего не знавшая о пророчестве, приказала утопить мумию в озере. Спустя несколько лет после этого, род Гонзага утратил власть над Мантуей.

## Брак и потомство
Согласно некоторым источникам Ринальдо деи Бонакольси был женат на благородной уроженке Вероны по имени Джильетта Ногарола, чья семья состояла в родстве с домом Скалигеров, веронских и виченцских правителей. Этот брак был устроен его старшим братом Гвидо деи Бонакольси. В других источниках его женой называется Ализия д’Эсте (ум. 1329), дочь маркгафа Альдобрандино II д’Эсте, синьора Феррары. Последний был заключён в 1325 году, когда Ринальдо уже правил Мантуей. Законнорождённых детей у него не было. Известны имена трёх сыновей Ринальдо, родившихся вне брака:
- Джованни[итал.] (1300 — после 16.08.1328), также известный под именем Джованни II деи Бонакольси, аббат базилики Святого Андрея в Мантуе, заморён голодом в замке Кастелларо по приказу Лудовико I Гонзага;
- Франческо[итал.] (ум. после 16.08.1328), кондотьер, постоянный капитан Мантуи, состоял в браке с Ванниной да Корреджо из дома синьоров Корреджо, заморён голодом в замке Кастелларо по приказу Лудовико I Гонзага;
- Берардо[итал.], также известный под именем Берардо II деи Бонакольси.

## В культуре
В моденском диалекте итальянского языка существует выражение «Во времена герцога Пассерино…» (Al Tèimp dal dòcca Pasarèin…), указывающее на давность события, о котором говорят.